# Desmoclystia aypna
Desmoclystia aypna là một loài bướm đêm trong họ Geometridae.